# Albany (lớp tàu tuần dương)
Lớp tàu tuần dương Albany là những tàu tuần dương tên lửa điều khiển được cải biến từ tàu tuần dương hạng nặng lớp Baltimore và lớp Oregon City của Hải quân Hoa Kỳ. Trang bị hầu như toàn với vũ khí tên lửa, những chiếc trong lớp đã phục cho đến cuối những năm 1970.

## Bối cảnh
Công việc cải biến được thực hiện rất triệt để, tháo gỡ toàn bộ con tàu cho đến lườn tàu, tháo bỏ mọi vũ khí và cấu trúc thượng tầng cũ. Cấu trúc thượng tầng mới rất cao, và được chế tạo chủ yếu bằng nhôm để tiết kiệm trọng lượng. USS Albany (CA-123), một tàu tuần dương lớp Oregon City, được cải biến tại Xưởng hải quân Boston bắt đầu từ tháng 1 năm 1959 và tái hoạt động như là chiếc CG-10 vào ngày 3 tháng 11 năm 1962. USS Chicago (CA-136), một chiếc lớp Baltimore, được cải biến tại Xưởng hải quân San Francisco bắt đầu từ tháng 7 năm 1959 và tái hoạt động như là chiếc CG-11 vào ngày 2 tháng 5 năm 1964. USS Fall River (CA-131) được dự định trở thành chiếc CG-12, nhưng USS Columbus (CA-74) lại được cải biến thay thế. Nó được cải biến tại Xưởng hải quân Puget Sound bắt đầu từ tháng 9 năm 1959 và tái hoạt động như là chiếc CG-12 vào ngày 1 tháng 12 năm 1962. Ngoài ra, hai tàu tuần dương hạng nặng USS Rochester (CA-124) và USS Bremerton (CA-130) cũng được đề nghị để cải biến thành CG-13 và CG-14, nhưng những kế hoạch này bị hủy bỏ do chi phí tái cấu trúc cao, cùng khả năng tốt hơn của những tàu frigate tên lửa điều khiển.

## Hệ thống vũ khí
Hệ thống vũ khí trang bị bao gồm hệ thống kiểm soát tên lửa Mk 77 với bốn radar kiểm soát hỏa lực AN/SPG-49 và hai bệ phóng Mk 12 nòng đôi dành cho 104 quả tên lửa đất-đối-không tầm xa RIM-8 Talos, một phía trướcvà một phía sau tàu. Các tàu tuần dương này còn mang theo 84 tên lửa đất-đối-không RIM-24 Tartar tầm ngắn hơn, phóng từ hai bệ Mk 11 nòng đôi bố trí hai bên mạn tàu cạnh cấu trúc thượng tầng chính. Tên lửa Tartar được điều khiển bởi hệ thống kiểm soát tên lửa Mk 74 với bốn radar kiểm soát hỏa lực AN/SPG-51. Chỗ trống được dành ra giữa tàu với khả năng trang bị tám tên lửa Polaris, nhưng khái niệm trang bị loại tên lửa đạn đạo này cho tàu nổi bị hủy bỏ vào giữa năm 1959.
Để chống tàu ngầm, một bệ phóng Mk 112 "matchbox" tám nòng dành cho tên lửa ASROC được bố trí giữa tàu, giữa hai ống khói. Ngoài ra còn có hai ống phóng ngư lôi ba nòng Mk 32 dành cho kiểu ngư lôi Mk 46 chống tàu ngầm.
Thoạt tiên các tàu tuần dương này được cải biến thành tàu chiến mang toàn tên lửa mà không có hải pháo; nhưng sau đó, hai hải pháo 127 mm (5 inch)/38 caliber trên các bệ mở Mk 24 được bổ sung hai bên mạn tàu gần ống khói phía sau.
Các hệ thống vũ khí Phalanx CIWS và tên lửa Harpoon đã được dự định trang bị cho các tàu tuần dương này, nhưng cuối cùng đã bị loại bỏ và các con tàu được cho ngừng hoạt động vĩnh viễn, dành ngân quỹ cho những tàu chiến hiện đại hơn.

## Lịch sử hoạt động
Cả ba chiếc trong lớp đã phục rộng rãi trong những năm 1960 và 1970; khi Chicago trong một thời gian dài là soái hạm của Đệ Tam hạm đội tại Thái Bình Dương, và Albany có vai trò tương tự cho Đệ Lục hạm đội tại Địa Trung Hải. Columbus đã không được nâng cấp hệ thống điều khiển dành cho tên lửa Talos cùng những sự cải tiến rộng rãi khác mà hai con tàu chị em được thực hiện vào cuối những năm 1960, nên nó được cho ngừng hoạt động sớm vào năm 1976, và nhanh chóng bị tháo dỡ. Albany và Chicago hoạt động cho đến năm 1980; và mặc dù ngân quỹ dành cho việc đại tu rộng rãi cả hai đã được dự trù vào năm 1979, ngân sách được dùng cho dự án khác, và cả hai ngừng hoạt động vào năm 1980.

## Những chiếc trong lớp
| Tàu                    | Đặt lườn            | Hạ thủy              | Thời gian hoạt động | Số phận                            |
| Albany (CA-123/CG-10)  | 6 tháng 3 năm 1944  | 30 tháng 6 năm 1945  | 1962–1980           | Bán để tháo dỡ 8 tháng 12 năm 1990 |
| Chicago (CA-136/CG-11) | 28 tháng 7 năm 1943 | 20 tháng 8 năm 1944  | 1964–1980           | Bán để tháo dỡ 9 tháng 12 năm 1991 |
| Columbus (CA-74/CG-12) | 28 tháng 6 năm 1943 | 30 tháng 11 năm 1944 | 1962–1975           | Bị tháo dỡ 3 tháng 10 năm 1977     |

## Những hình ảnh

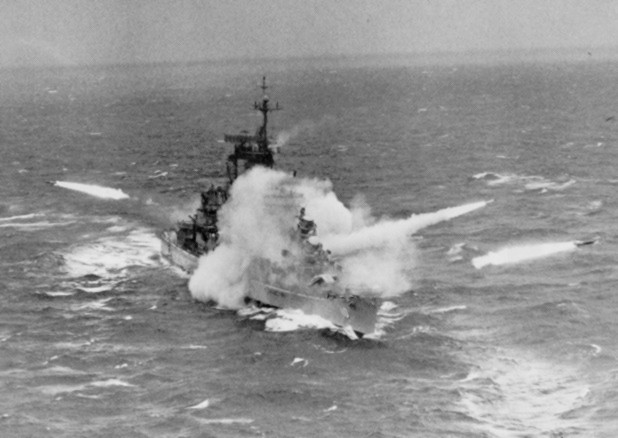
Albany đang bắn tên lửa Talos và Tartar, năm 1963
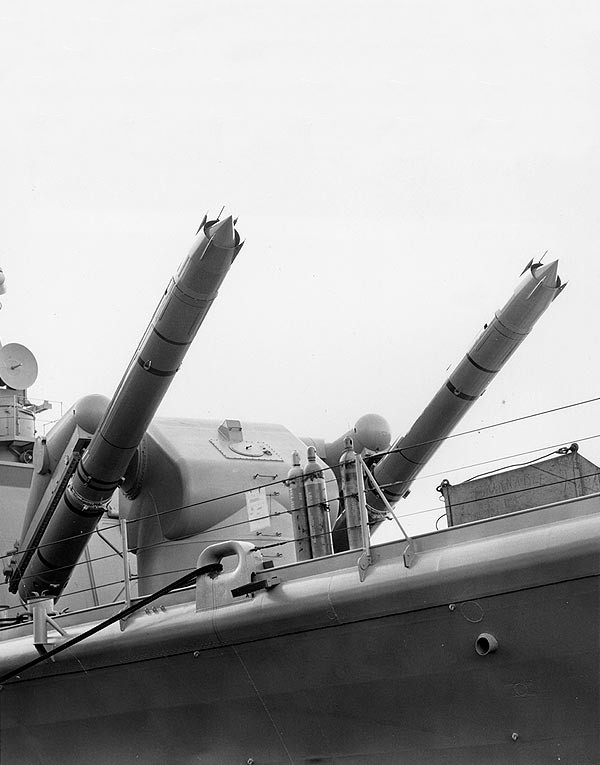
Dàn phóng tên lửa Talos trên Columbus, năm 1962
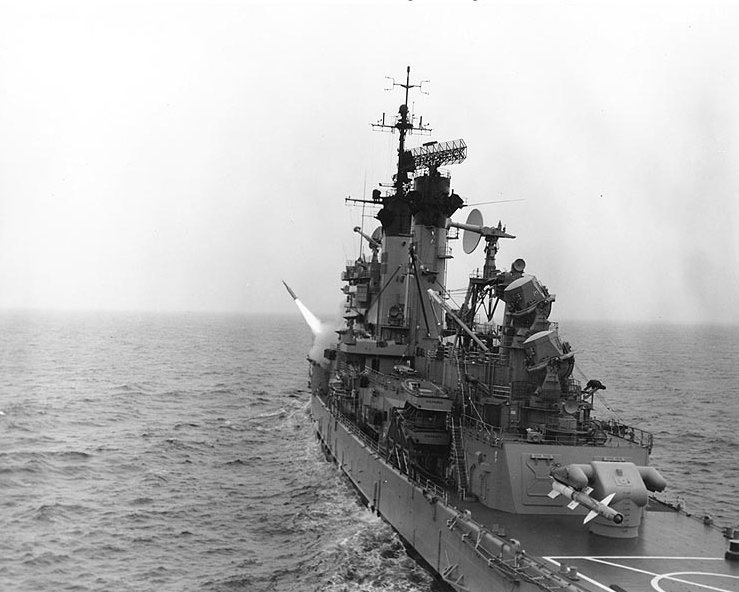
Columbus bắn tên lửa Tartar, Địa Trung Hải, năm 1965
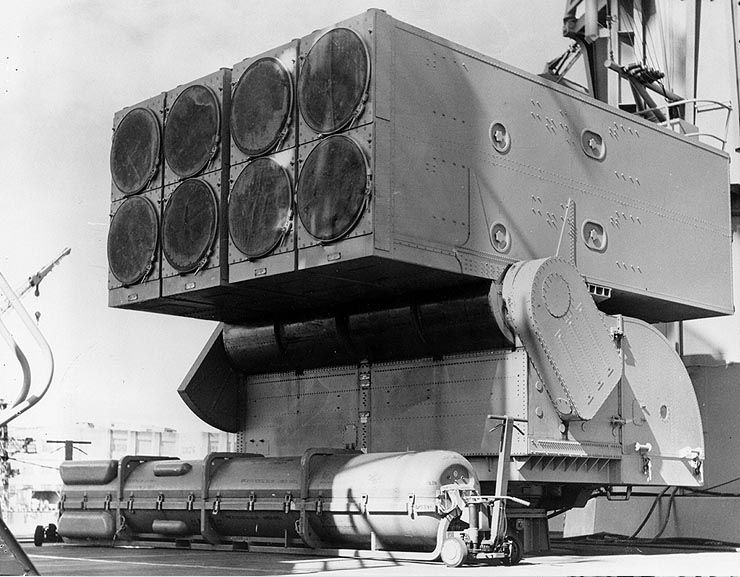
Dàn ống phóng tên lửa Mk 112 ASROC của Columbus, năm 1962
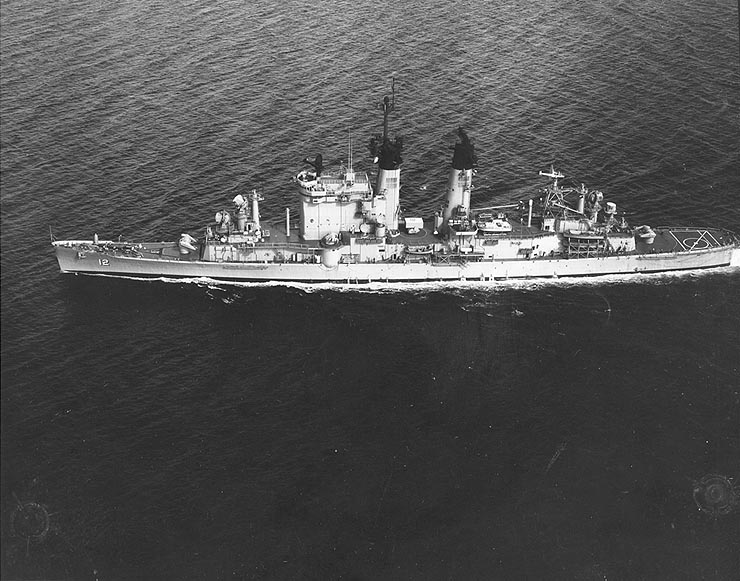
Columbus nhìn bên mạn trái
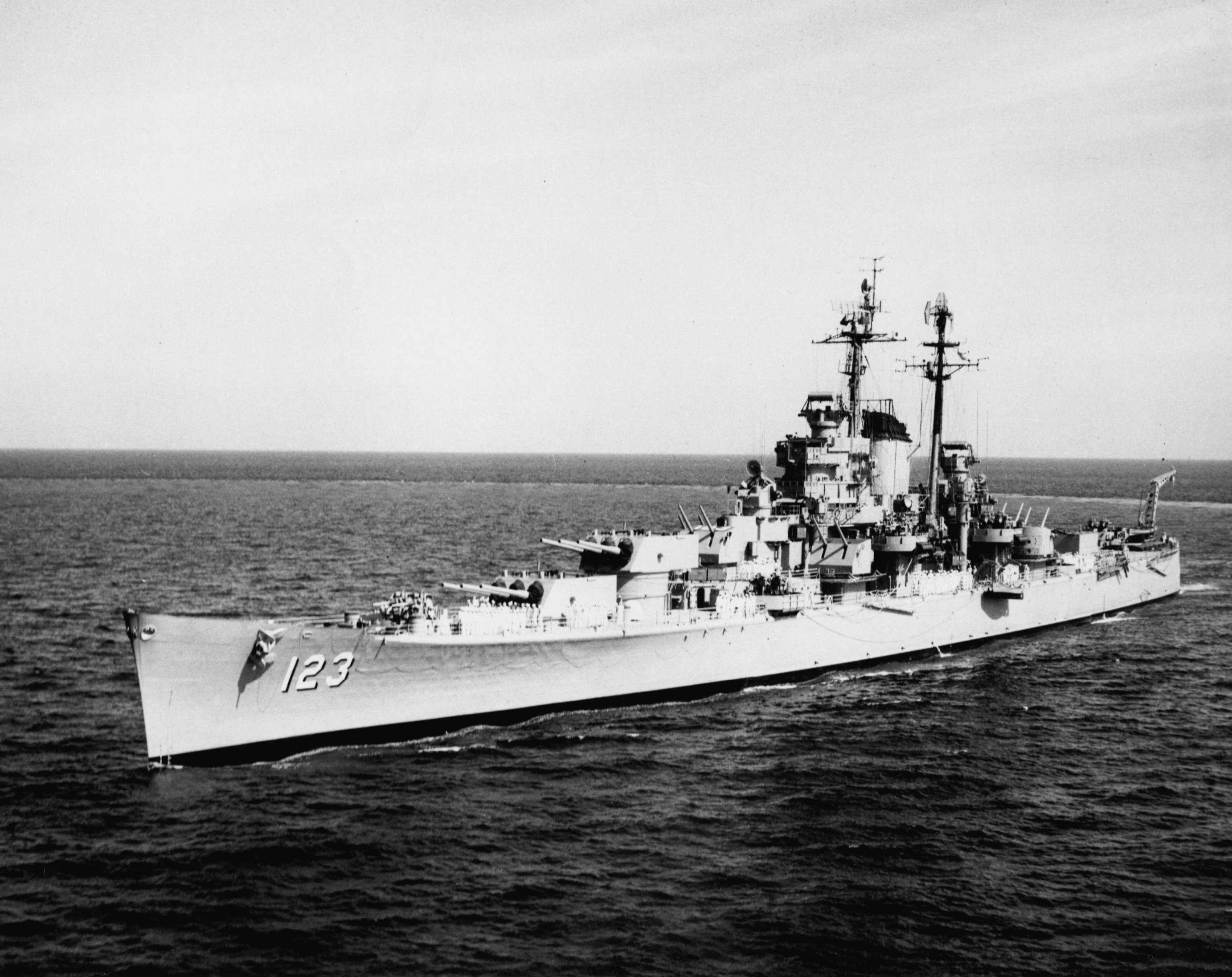
Albany trước khi được cải biến, 1955